# Stade olympique de Nouakchott
 (mars 2025).
Le Stade olympique (en arabe : الملعب الأولمبي نواكشوط) est un stade de football situé à Nouakchott en Mauritanie. Il comprend également une piste d'athlétisme.
Construit en 1983, il a une capacité de 10 000 places depuis sa rénovation en 2002.